# Сердюк, Артём Сергеевич
Артём Серге́евич Сердю́к (род. 22 января 1990, Сальск, Ростовская область) — российский футболист, нападающий клуба «Худжанд».

## Карьера
Первые шаги в футболе начал делать в возрасте 9 лет. Воспитанник СДЮШОР Сальска. Играл за главную городскую команду в областном первенстве (2006—2007), где его заметили и пригласили в ФК «Ростов» (2007—2008). Затем была аренда в ФК «Таганрог» (2009) и победа в составе «Торпедо» Армавир в зоне «Юг» Первенства ПФЛ (2014/15).
Дебютировал в Первенстве ПФЛ 24 мая 2009 года («Ангушт» — «Таганрог», 3:2).
1 июля 2015 года подписал двухлетний контракт с клубом ФНЛ «Балтика» Калининград.
В сезоне 2017/18 играл за воронежский «Факел» в Первенстве ФНЛ. Первую часть сезона 2018/19 провёл в клубе ПФЛ «Чайка» Песчанокопское. С февраля 2019 года — в «Волге» (Ульяновск), контракт подписан до лета 2020 года. В июле 2019 года перешёл в белорусский клуб «Слуцк».
С марта 2021 года Сердюк подписал контракт с таджикистанским клубом «Худжанд». 14 мая того же года дебютировал во втором по значимости клубном турнире Азии, полностью отыграв матч группового раунда Кубка АФК против туркменского «Алтын асыра» (2:2). Забил гол на 25-й минуте матча.
9 декабря 2021 года на 117-й минуте дополнительного времени стал автором гола в финальном матче Кубка Таджикистана по футболу «Истиклол» — «Худжанд» 0:2.
В конце декабря 2021 года подписал контракт с бахрейнским футбольным клубом «Аль-Ахли» из столичного города Манама, стал первым российским футболистом в чемпионате Бахрейна.
3 января 2022 года дебютировал за «Аль-Ахли» в матче 8-го тура чемпионата Бахрейна против «Аль-Хидда» (0:0), выйдя на замену сразу после перерыва.
20 января 2022 года забил дебютный гол за «Аль-Ахли» в матче 10-го тура чемпионата Бахрейна против «Аль-Нажмы» 2:1.
В конце января 2023 года перешёл в стан действующего чемпиона Бахрейна клуб «Аль-Риффа» из города Риффа.
8-го февраля 2023 Сердюк забил забил свой дебютный гол за «Аль-Риффу» в матче 12-го тура чемпионата Бахрейна в ворота «Бахрейн СК» 3:0.
В июле 2023 года подписал контракт до конца года с киргизским клубом «Мурас Юнайтед» из города Джалал-Абад.

## Достижения
«Худжанд»
- Обладатель кубка Таджикистана: 2021
- Серебряный призёр чемпионата Таджикистана: 2021

«Мурас Юнайтед»
- Обладатель Кубка Кыргызстана: 2023